# بيل داي (مخرج)
بيل داي (بالإنجليزية: Bill Day) هو منتج أفلام ومخرج أمريكي، ولد في القرن العشرين.

## وصلات خارجية
- بيل داي على موقع IMDb (الإنجليزية)
- بيل داي على موقع أول موفي (الإنجليزية)